# Skew Siskin
Skew Siskin je německá rocková skupina. Vznikla v roce 1992 v sestavě Nina C. Alice (zpěv) a Jim Voxx (kytara). Později se ke skupině připojili ještě Conner Rapp (baskytara) a Mathias Brendel (bicí). Skupina se původně proslavila úvodní písní ze svého debutového alba nazvanou „If the Walls Could Talk“, která byla vysílána na televizní stanici MTV. Během své kariéry vydala šest studiových a jedno kompilační album. Kapela rovněž odehrála několik turné jako předkapela britské skupiny Motörhead. Frontman této skupiny, baskytarista a zpěvák Lemmy, také pro Skew Siskin napsal několik textů. Na různých z jejich nahrávek hráli coby hosté Wolf Hoffmann, Ivan Král nebo Stefan Schwarzmann a další.

## Diskografie
- Skew Siskin (1992)
- Electric Chair Music (1996)
- Voices from the War (1996)
- What the Hell (1999)
- Album of the Year (2003)
- Peace Breaker (2007)